# Kalefeld
Kalefeld er en by og en kommune i Landkreis Northeim, i den tyske delstat Niedersachsen.

## Geografi
Kalefeld ligger mellem Harzen og Solling ved den lille flod Aue (Leine) i den sydlige del af Niedersachsen.
Kommunen Kalefelds areal er på 84,10 km², hvoraf 39 % er dækket af skov.

### Inddeling
I kommunen ligger landsbyerne :
| - Dögerode - Düderode - Eboldshausen - Echte | - Kalefeld - Oldenrode - Oldershausen - Sebexen | - Westerhof - Wiershausen - Willershausen |

### Nabokommuner
Byerne Northeim, Einbeck, Bad Gandersheim, Seesen, Osterode am Harz og kommunerne Bad Grund (Harz) Katlenburg-Lindau

## Historie
I 2008 fandt tyske arkæologer rester efter et slag udkæmpet mellem Romerske legionærer and Germanske stammer .
Kalefeld nævnes første gang i 889 i et skrift fra kejser Arnulf von Kärnten.
I Trediveårskrigen og i Syvårskrigen var der ødelæggelser i kommunen.